# Marcellina (Olaszország)
Marcellina település Olaszországban, Lazio régióban, Róma megyében. Lakosainak száma 7022 fő (2023. január 1.). Marcellina Tivoli, Guidonia Montecelio és San Polo dei Cavalieri községekkel határos.

## Népesség
A település lakossága az elmúlt években az alábbi módon változott:
| Lakosok száma | 7363 | 7325 | 7022 |
|               | 2017 | 2018 | 2023 |